# Krzysztof Burczak
Krzysztof Andrzej Burczak (ur. 16 marca 1959 w Mordach) – polski duchowny katolicki, kanonista i filolog klasyczny, profesor doktor habilitowany nauk prawnych, prodziekan Wydziału Prawa, Prawa Kanonicznego i Administracji Katolickiego Uniwersytetu Lubelskiego Jana Pawła II w latach 2016–2020.

## Życiorys
Po uzyskaniu świadectwa maturalnego w I Liceum Ogólnokształcącym im. B. Prusa w Siedlcach w 1978 r. wstąpił do Wyższego Seminarium Duchownego w Siedlcach. Święcenia kapłańskie otrzymał w 1984 roku. Po święceniach pracował jako wikariusz w parafiach: Chrystusa Miłosiernego w Białej Podlaskiej, Sosnowicy, Rossoszu i św. Stanisława w Siedlcach. W 1997 ukończył na KUL studia w zakresie filologii klasycznej, a w 2002 studia na kierunku prawo kanoniczne na Wydziale Prawa, Prawa Kanonicznego i Administracji Katolickiego Uniwersytetu Lubelskiego Jana Pawła II. W 2001 na podstawie napisanej pod kierunkiem Henryka Wójtowicza rozprawy pt. Figury retoryczne i tropy w Psalmach na podstawie Expositio Psalmorum Kasjodora otrzymał na Wydziale Nauk Humanistycznych KUL stopień naukowy doktora nauk humanistycznych, dyscyplina: literaturoznawstwo, specjalność: filologia klasyczna. W 2004 na podstawie napisanej pod kierunkiem Antoniego Dębińskiego rozprawy pt. Prawo azylu w ustawodawstwie synodów galijskich V–VII wieku na Wydziale Prawa, Prawa Kanonicznego i Administracji KUL uzyskał stopień naukowy doktora nauk prawnych w zakresie prawa kanonicznego, specjalność: historia prawa. Tam też w 2011 na podstawie dorobku naukowego oraz rozprawy pt. Sacrilegium w „Dekrecie” Gracjana uzyskał stopień doktora habilitowanego nauk prawnych w zakresie prawa kanonicznego, specjalność: historia prawa. Został profesorem nadzwyczajnym na Wydziale Prawa, Prawa Kanonicznego i Administracji KUL. Wybrano go prodziekanem tego wydziału w kadencji 2016–2020. Od 1 października 2019 r. jest kierownikiem Katedry Historii, Norm Ogólnych, Prawa Sakramentów i Instytutów Życia Konsekrowanego. Prezydent Rzeczypospolitej Polskiej Andrzej Duda postanowieniem z dnia 17 czerwca 2021 nadał mu tytuł naukowy profesora.